# Peribatodes fallentaria
Peribatodes fallentaria är en fjärilsart som beskrevs av Otto Staudinger 1879. Peribatodes fallentaria ingår i släktet Peribatodes och familjen mätare. Inga underarter finns listade i Catalogue of Life.